# Amir al-Muminin
Amīr al-Muʾminīn  (arabsko أَمِيْر ٱلْمُؤْمِنِيْن) ali poveljnik vernih je naslov vrhovnega vodje islamske skupnosti. 

## Ime
Etimološko je izraz amir enakovreden slovenskemu izrazu poveljnik, vendar široka raznolikost njegove zgodovinske in sodobne rabe omogoča vrsto različnih prevodov.

## Zgodovina
Naziv amir so uporabljali muslimanski vojaški poveljniki v času, ko je bil prerok Mohamed še živ. Tako se je naslavljal na primer muslimanski poveljnik v bitki pri Kadisiji. Naslov je nato privzel drugi kalif Omar (vladal 634–644) ob njegovem pristopu leta 634, kar verjetno ni bilo povezano z vojaštvom, temveč je izhajalo iz koranskega ukaza "Ubogajte Boga in ubogajte apostola in tiste, ki so med vami pooblaščeni" (Sura 4, verzi 58–62). Po mnenju zgodovinarja Freda M. Donnerja je sprejetje naziva amir pomenilo korak v centralizaciji nastajajoče muslimanske države, saj je bil amir al-muminin priznan kot osrednja oblast rastočega muslimanskega imperija, odgovoren za imenovanje in razreševanje generalov in guvernerjev, sprejemanje pomembnih političnih odločitev in vodenje divana, seznama muslimanov, ki so bili  upravičeni do deleža plena z vojnih pohodov.  Od Omarja naprej je naslov postal stalni del titulature kalifov. Zdi se, da je bil amir al-muminin glavni naziv zgodnjih kalifov, in da je bil sedanji naziv kalif (slovensko naslednik) sprejet šele med vladavino omajadskega kalifa Abd al-Malika ibn Marvana (vl. 685–705) kot sredstvo za krepitev njegovega položaja, omajanega po drugi fitni.
Med suniti je postal naziv amir al-muminin praktično enakovreden  zahtevi po kalifatu. Posledično so naziv uporabljale velike islamske dinastije, ki so zahtevale univerzalno vodstvo nad muslimansko skupnostjo: Omajadi, Abasidi in Fatimidi. V kasnejših stoletjih so naslov prevzeli tudi regionalni vladarji, zlasti v zahodnih delih muslimanskega sveta, ki so s kalifskim položajem poudarjali svojo neodvisno oblast in legitimnost, ne pa tudi kakršnih koli ekumenskih zahtev. Omajadi iz Kordove so ga sprejeli leta 928, za njimi pa ga je uporabljalo tudi nekaj drugih manjših vladarjev al-Andaluza. Od leta 1253 so kalifat  zahtevali Hafsidi iz Ifrikije, katerim so sledili Marinidi iz Maroka, za njimi pa vse zaporedne maroške dinastije, nazadnje dinastija Said in sedanja dinastija  Alavi. Maroška ustava še vedno uporablja izraz amīr al-muminin kot glavni naslov maroškega kralja.
Naslov je ohranil tudi konotacijo poveljevanja v džihadu (sveta vojna) in se kot tak uporabljal skozi vso zgodovino, ne da bi nujno impliciral zahtevo po kalifatu. V tem smislu so ga uporabljali zgodnji osmanski sultani, ki so redko uporabljali naziv kalif, potem ko so ga leta 1517 prevzeli kalifat od Abasidov. Naziv so uporabljali tudi različni zahodnoafriški muslimanski vojskovodje vse do modernega obdobja. Naslov sta uporabljala tudi Aurangzeb, šesti cesar Mogulskega imperija, in Mohamed Omar Kan iz Kokandskega kanata.
Abdelkader El Džezairi je naslov prevzel leta 1834. Afganistanski vladar Dost Mohamed Kan ga je uporabil, ko je leta 1836 razglasil džihad proti cesarstvu Sikhov. Po mnenju zgodovinarja Richarda Pennella je naslov odražal željo regionalnih vladarjev po obsežni in absolutni oblasti nad regijo, nadzoru odnosov s tujimi državami, vzdrževanju šeriatskega reda in zaščiti muslimanskega ozemlja pred neverniki. Naslov je uporabljal tudi Timur Lenk. 
Ko je bil kalif Husein bin Ali leta 1931 pokopan v mošeji al-Aksa, so na okno nad njegovo grobnico napisali: هَذَا قَبْرُ أَمِيرِ ٱلْمُؤْمِنِينَ ٱ لَْ حُسَيْن بْنُ عَلِي (Haḏa qabru ʾamīri ʾal-mūˈminīna ʾal-Ḥusayn bnu ʿAlī), kar pomeni "To je grobnica poveljnika vernih, Huseina bin Alija."
Leta 1996 je naziv prevzel talibanski voditelj Mohamed Omar. Naziv mu je aprila 1996 podelila talibanska šura (skupščina) približno 1000-1500 afganistanskih ulem v Kandaharju, ko je pred množico pokazal prerokov plašč. Naslov je podelil legitimnost Omarjevemu vodenju Afganistana in njegovemu napovedanemu džihadu proti vladi, ki jo je vodil Burhanudin Rabani. Omarja so njegovi privrženci in drugi džihadisti, zlasti vodja Al Kaide Ajman al-Zavahiri, še vedno imenovali amir al-muminin.  Mula Ahtar Mohamed Mansur, naslednik Mule Omarja, je prejel naziv julija 2015 ob imenovanju za novega voditelja talibanov.  Hibatulah Ahundzada, tretji vrhovni voditelj talibanov, je prejel isti naziv ob izvolitvi leta 2016 in je leta 2021 postal voditelj Afganistana.  
Leta 2005 je naziv prevzel vodja Islamske države Abu Omar al-Bagdadi, devet let preden je Islamska država leta 2014 razglasila svoj kalifat. Abu Omarju al-Bagdadiju je bil podeljen naziv oktobra 2006, ko ga je mudžahidski svet šure imenoval za prvega emirja na novo razglašene Islamske države Irak.
 Naziv je zaenkrat  preprosto izraz njihove zahteve po vsesplošni "aktivistični avtoriteti" nad območji, ki jih je nadzoroval.

## Šiitski pogledi

### Dvanajstniki
Dvanajstniški šiiti uporabljajo naziv amir al-muminin izključno za Alija, Mohamedovega bratranca in zeta, ki ga hkrati štejejo za prvega imama in uradno imenovanega Mohamedovega naslednika. 

### Izmailizem
Izmailski fatimidski kalifi so naziv amir al-muminin uporabljali kot del svoje titulature. V nizarijski veji izmailizma je  bil amir al-muminin vedno aktualni imam tistega časa. Nasir al-Tusi v svojem Potovanju (Sayr wa-Suluk) pojasnjuje, da so srca vernikov navezana na poveljnika vernikov, ne le na njegov ukaz (pisana beseda). Na svetu je vedno prisoten živ imam in če se vernik ravna po njem, nikoli ne more zaiti.

### Zejdizem
Med zejdisti je naziv amir al-muminin ohranil močne konotacije z vodstvom džihada in bil pravica vsakega zakonitega imama, ki je stopil naprej in z orožjem zahteval svojo pravico. Naslov je bil del titulature zejdijskih imamov Jemna do konca jemenske monarhije. Karidžiti tega izraza niso uporabljali, razen dinastije Rustamidov.

## Nemuslimanska raba
Kitab-i-Ikan, primarno teološko delo bahajstva, uporablja za Alija naslov poveljnik vernih.
Podoben, vendar ne enak naziv, so poljsko-litovski Tatari, ki so nekoč govorili turški jezik, podeljevali monarhu poljsko-litovske skupne države  in velikemu knezu Litve.